# Grande Prêmio do Oeste dos Estados Unidos de 1978
Resultados do Grande Prêmio do Oeste dos Estados Unidos de Fórmula 1 realizado em Long Beach em 2 de abril de 1978. Quarta etapa da temporada, teve como vencedor o argentino Carlos Reutemann, da Ferrari.

## Resumo
Carlos Reutemann assumiu a liderança do companheiro de equipe da Ferrari, Gilles Villeneuve, quando o carro do canadense quebrou e venceu por onze segundos de diferença para o segundo colocado. Foi a segunda vitória em solo americano para o argentino, que também venceu com a Brabham em Watkins Glen no ano de 1974. O norte-americano Mario Andretti terminou em segundo para dividir a liderança do campeonato com Reutemann.
No início do fim de semana, embora apenas 22 carros fizessem o grid, havia 30 inscrições, exigindo uma sessão de pré-qualificação de uma hora na manhã de sexta-feira para os oito membros não-membros do FICA. Desses oito, os quatro mais rápidos se juntariam ao resto do campo na qualificação para um dos 22 postos iniciais.
Niki Lauda, que havia colocado sua Ferrari na pole para a corrida do ano anterior, novamente estabeleceu o ritmo inicial, desta vez em uma Brabham. No final da sessão de sexta-feira de manhã, no entanto, Reutemann pulou de repente para o topo do grid com 1:20,99 e, em seguida, estabeleceu a melhor volta do dia com 1:20.636. Como de costume em Long Beach, vários pilotos sofreram com caixas de câmbio quebradas, e no sábado, embora o clima estivesse melhor, ninguém conseguiu melhorar o tempo de Reutemann. As três primeiras filas do grid final foram ocupadas por apenas três equipas, enquanto Villeneuve completava a primeira fila da Ferrari, os companheiros de Brabham Lauda e John Watson foram terceiro e quinto, e os pares de Andretti e Ronnie Peterson foram quarto e sexto.
Um belo dia na Califórnia e 75.000 torcedores pagantes apareceram para a corrida no domingo. A largada tinha sido movida de frente para os boxes na Ocean Boulevard, para a curva em linha reta na Shoreline Drive, a fim de evitar outro emaranhamento na primeira curva. A estratégia parecia funcionar, já que todos conseguiram passar bem, embora a manobra tardia de John Watson no interior tenha feito com que ele saísse do hair pin e forçasse o carro de Reutemann a se aproximar, então Villeneuve entrou na liderança ao sair.
Após uma volta, a ordem era Villeneuve, Watson, Lauda, Reutemann, Andretti, Alan Jones, James Hunt e Peterson. Na liderança de um Grande Prêmio pela primeira vez, Villeneuve estava dirigindo soberbamente, quando começou a ampliar sua liderança. Na volta seis, Hunt atingiu a parede no ápice do último turno antes do pit straight e bateu a roda dianteira direita. Três voltas depois, Watson se retirou do segundo lugar com um motor explodido. Andretti estava caindo de volta em quarto lugar, tendo escolhido os pneus Goodyears errados e Jones estava se aproximando dele rapidamente. Na volta 19, o Williams passou e decolou depois de Reutemann.
Com vantagem de Villeneuve em dois segundos, Reutemann estava empurrando Lauda para o segundo lugar. De repente, na volta 28, o Brabham seguiu em frente no Turn One, parecendo que seus freios haviam falhado. Lauda parou em segurança, no entanto, saiu e tirou o capacete. Uma falha elétrica havia cortado o motor. Enquanto isso, Jones alcançou Reutemann, e os três primeiros foram separados por apenas 2,5 segundos.
Na volta 39, pouco antes do meio da prova, Villeneuve acelerou para ultrapassar Clay Regazzoni, que estava em uma batalha com o Renault de Jean-Pierre Jabouille. Em vez de esperar até a reta, o canadense tentou passar pela parte sinuosa que levava à Ocean Boulevard. Porém, simplesmente não havia espaço e, quando Regazzoni freou mais cedo do que Villeneuve esperava, a roda dianteira direita da Ferrari bateu na traseira esquerda do Shadow e foi lançada sobre o carro branco contra a parede. Felizmente, ninguém ficou ferido.
Isso deixou Reutemann na liderança, à frente de Jones, depois uma longa lacuna de volta para Andretti. Volta após volta, Jones perseguiu Reutemann, mas a Ferrari foi muito rápida na reta para ele se manter na frente. Na volta 47, com Jones ainda na cauda da Ferrari, as asas dianteiras da Williams caíram estranhamente, resultado de uma falha de fabricação. Jones continuou a lutar, mas começou a perder cerca de um segundo por volta. Adicionando aos problemas do australiano, a pressão de combustível começou a variar. Sua cabeça foi para frente e para trás enquanto o motor cuspia e, às vezes, cortava por completo. Quando um carro após o outro passou, o Williams que estava com dificuldades caiu para o oitavo lugar. Marcando a volta mais rápida da corrida na volta 27 e repassando Emerson Fittipaldi na última volta pelo sétimo lugar foram seus únicos consolos depois de uma corrida espetacular.
Reutemann cruzou até o final, mantendo uma diferença de pouco mais de 11 segundos sobre Andretti, que tinha uma diferença de cerca de 29 segundos sobre Patrick Depailler em terceiro.

## Classificação da prova
| Pos.   | Nº | Piloto                | Construtor         | Voltas | Tempo/Diferença    | Grid | Pontos |
| ------ | -- | --------------------- | ------------------ | ------ | ------------------ | ---- | ------ |
| 1      | 11 | Carlos Reutemann      | Ferrari            | 80     | 1:52:01.301        | 1    | 9      |
| 2      | 5  | Mario Andretti        | Lotus-Ford         | 80     | + 11.061           | 4    | 6      |
| 3      | 4  | Patrick Depailler     | Tyrrell-Ford       | 80     | + 28.951           | 12   | 4      |
| 4      | 6  | Ronnie Peterson       | Lotus-Ford         | 80     | + 45.603           | 6    | 3      |
| 5      | 26 | Jacques Laffite       | Ligier-Matra       | 80     | + 1:22.884         | 14   | 2      |
| 6      | 35 | Riccardo Patrese      | Arrows-Ford        | 79     | + 1 volta          | 9    | 1      |
| 7      | 27 | Alan Jones            | Williams-Ford      | 79     | + 1 volta          | 8    |        |
| 8      | 14 | Emerson Fittipaldi    | Fittipaldi-Ford    | 79     | + 1 volta          | 15   |        |
| 9      | 36 | Rolf Stommelen        | Arrows-Ford        | 79     | + 1 volta          | 18   |        |
| 10     | 17 | Clay Regazzoni        | Shadow-Ford        | 79     | + 1 volta          | 20   |        |
| 11     | 10 | Jean-Pierre Jarier    | ATS-Ford           | 75     | + 5 voltas         | 19   |        |
| 12     | 8  | Patrick Tambay        | McLaren-Ford       | 74     | Acidente           | 11   |        |
| Ret    | 20 | Jody Scheckter        | Wolf-Ford          | 59     | Acidente           | 10   |        |
| Ret    | 19 | Vittorio Brambilla    | Surtees-Ford       | 50     | Transmissão        | 17   |        |
| Ret    | 15 | Jean-Pierre Jabouille | Renault            | 43     | Turbo              | 13   |        |
| Ret    | 12 | Gilles Villeneuve     | Ferrari            | 38     | Acidente           | 2    |        |
| Ret    | 1  | Niki Lauda            | Brabham-Alfa Romeo | 27     | Ignição            | 3    |        |
| Ret    | 3  | Didier Pironi         | Tyrrell-Ford       | 25     | Câmbio             | 22   |        |
| Ret    | 37 | Arturo Merzario       | Merzario-Ford      | 17     | Câmbio             | 21   |        |
| Ret    | 9  | Jochen Mass           | ATS-Ford           | 11     | Freios             | 16   |        |
| Ret    | 2  | John Watson           | Brabham-Alfa Romeo | 9      | Câmbio             | 5    |        |
| Ret    | 7  | James Hunt            | McLaren-Ford       | 5      | Acidente           | 7    |        |
| DNS    | 18 | Rupert Keegan         | Surtees-Ford       |        | Acidente no treino |      |        |
| DNS    | 16 | Hans-Joachim Stuck    | Shadow-Ford        |        | Acidente no treino |      |        |
| DNQ    | 30 | Brett Lunger          | McLaren-Ford       |        |                    |      |        |
| DNQ    | 23 | Lamberto Leoni        | Ensign-Ford        |        |                    |      |        |
| DNPQ   | 32 | Keke Rosberg          | Theodore-Ford      |        |                    |      |        |
| DNPQ   | 25 | Hector Rebaque        | Lotus-Ford         |        |                    |      |        |
| DNPQ   | 39 | Danny Ongais          | Shadow-Ford        |        |                    |      |        |
| DNPQ   | 24 | Derek Daly            | Hesketh-Ford       |        |                    |      |        |
| Fonte: |    |                       |                    |        |                    |      |        |

## Tabela do campeonato após a corrida
| Pos. | Piloto            | Pontos |
| ---- | ----------------- | ------ |
| 1    | Carlos Reutemann  | 18     |
| 2    | Mario Andretti    | 18     |
| 3    | Ronnie Peterson   | 14     |
| 4    | Patrick Depailler | 14     |
| 5    | Niki Lauda        | 10     |

| Pos. | Construtor         | Pontos |
| ---- | ------------------ | ------ |
| 1    | Lotus-Ford         | 27     |
| 2    | Ferrari            | 18     |
| 3    | Tyrrell-Ford       | 15     |
| 4    | Brabham-Alfa Romeo | 14     |
| 5    | Fittipaldi-Ford    | 6      |

- Nota: Somente as primeiras cinco posições estão listadas. As dezesseis etapas de 1978 foram divididas em dois blocos de oito e neles cada piloto podia computar sete resultados válidos. Dentre os construtores era atribuída apenas a melhor pontuação de cada equipe (mesmo as particulares) por prova.